# الان چه اتفاقی افتاد
الان چه اتفاقی افتاد یا آنچه هم‌اکنون رخ داد (انگلیسی: What Just Happened) فیلمی آمریکایی محصول سال ۲۰۰۸ به کارگردانی بری لوینسون با بازی رابرت دنیرو، رابین رایت، شان پن، جان تورتورو، بروس ویلیس و کریستن استوارت است.

## داستان فیلم
فیلم دو هفته از زندگی یک تهیه‌کننده هوسران هالیوودی به نام بن (رابرت دنیرو) است که بر خلاف میل باطنی در حال طلاق گرفتن از همسر سومش (رابین رایت) است. وی بعداً متوجه می‌شود همسرش معشوقه یکی از سناریو نویس‌های خودش است، همچنین او روزهای سختی را برای یافتن چهره جدید فیلمش سپری می‌کند.